# Clubiona angulata
Clubiona angulata är en spindelart som beskrevs av Charles Denton Dondale och James H. Redner 1976. Clubiona angulata ingår i släktet Clubiona och familjen säckspindlar. Inga underarter finns listade i Catalogue of Life.